# Corts de Barcelona (1431-1434)
Les Corts Catalanes varen ser convocades pel rei Alfons el Magnànim a Barcelona entre 1431 i 1434, si bé varen ser presidides per la reina Maria de Castella com a lloctinent al marxar el rei a Nàpols a partir del 29 de maig de 1432. Era President de la Generalitat en Marc de Vilalba.
El sistema de gestió interna implantat a la Generalitat des de les Corts de Barcelona (1413), les primeres del rei Ferran d'Antequera, permetia evitar la intromissió reial en les votacions dels diputats. Però no evitava que els abusos vinguessin dels mateixos oficials de la institució.
La solució a aquest problema mitjançant una reforma a fons, fou el fet políticament més destacat d'aquestes corts. La iniciativa va estar plantejada el 10 de setembre de 1431 pels diputats que havien estat nomenats feia només dos mesos: Marc de Vilalba, Bernat Galceran II de Pinós-Fenollet i Francesc Desplà.
Varen exposar la situació i demanaren les següents accions:
- La possibilitat de vendre algunes penyores procedents de deutes amb la Diputació.
- La custòdia dels esclaus que si li encomanaven.
- Una reforma del sistema de gestió de les generalitats.

Per atendre aquestes peticions les Corts nomenen una comissió de tres persones per braç amb plens poders per examinar, analitzar la situació de la Generalitat i proposar solucions. Entre els membres de la comissió constituïda el 10 de novembre de 1431 hi figuraven Pere de Palou i Joan Fiveller.
Les conclusions centren el problema en el cobrament defectuós de les generalitats i la comissió emet, a final de febrer de 1432, unes Ordinacions de la comissió del nou per a la reforma de General, que no són acceptades pels diputats i porten a un nou redactat publicat en 1433.
El contingut d'aquestes ordinacions, recollia alguns aspectes de funcionament que avui encara formen part de l'ordenament jurídic de les administracions públiques:
- Obligatorietat de donar publicitat de les subhastes i arrendaments de les generalitats perquè poguessin participar els de fora de Barcelona.
- Els interventors, tractador i mitjancers en l'arrendament havien de ser empleats públics del General.
- Els arrendadors de drets havien de presentar avals i no havien de tenir deutes anteriors pendents.
- L'escrivà major havia de prendre nota del procés d'arrendament en el Llibre Blau, un registre especial per al cas.

També recull temes d'ordre normatiu intern:
- Revisió salarial dels diputats: 16 sous i 6 diners de Barcelona per dia de treball.
- Horari laboral, amb l'obligatorietat de presentar-se diàriament a la Casa de la Diputació, llevat dels festius i per malaltia.
- Incompatibilitat en ocupar càrrecs a persones amb deutes.
- Limitació per a repetir com a diputat i oïdor fins passats quatre i tres triennis, respectivament.

El juliol de 1434 s'escolliren nous diputats i oïdors, recaient en Pere de Palou el càrrec de President de la Generalitat.